# 奥尔特温·罗德瓦尔德
奥尔特温·罗德瓦尔德（德語：Ortwin Rodewald，20世纪—），德国男子赛艇运动员。他曾代表东德参加世界赛艇锦标赛，获得一枚金牌和一枚铜牌。